# Тонкие нити

Клетки актиномицетов с тонкими нитями

Тонкие нити (0,4—1,0 мкм толщиной) являются подобием мицелия грибов у актинобактерий. В отличие от клеток мицелия, клетки тонких нитей не имеют ядер и могут как распадаться на отдельные клетки, так и оставаться едиными.
Патогенные актинобактерии, попадая в организм человека или другого носителя, формируют друзы — плотное сплетение тонких нитей актинобактерий с тканями хозяина.